# Negenmanneke
Negenmanneke (ook wel Negenmanneken of het Negenmanneke) is een dorp in de Belgische provincie Vlaams-Brabant, in de gemeente Sint-Pieters-Leeuw,  gelegen in het Pajottenland. Het ligt in het noordoosten van de gemeente, tegen de grens met de Brusselse gemeente Anderlecht. Het is verstedelijkt en vergroeid met de Brusselse agglomeratie.
Op 31 december 2008 telde Negenmanneke 6915 inwoners, waarvan volgens de gemeentelijke statistieken ongeveer 9.8% vreemdelingen (van 14% in 2006). In Sint-Pieters-Leeuw zijn deze laatsten vooral Italianen, Spanjaarden en Marokkanen. Van alle dorpskernen in Sint-Pieters-Leeuw is Negenmanneke (samen met Ruisbroek) het meest zichtbaar verstedelijkt en multicultureel te noemen, waarschijnlijk door de nabijheid van het Brussels Gewest.
Ondanks de verstedelijking hebben de meeste buurten van Negenmanneke een dorps karakter behouden, zoals vaak zichtbaar in de Vlaamse Rand rond Brussel. Het groen van het Pajottenland is er niet ver vandaan, vanaf de vallei van de Vogelzangbeek of op de Brusselbaan richting Sint-Pieters-Leeuw-centrum de Zuunvallei.

## Geschiedenis
De historische benaming naar de tolheffing die ter hoogte van dit dorp werd verricht op voorbijgangers in de richting van Anderlecht en het Brusselse. De tol (accijns) bedroeg namelijk één Negenmanneke, de bijnaam van een munt van één-achtste stuiver in de 16de en 17de eeuw.
Op de historische Ferrariskaarten was Negenmanneke maar een klein dorpje ongeveer ter hoogte van de huidige Bezemstraat.

## Bezienswaardigheden
- De Sint-Stefanuskerk
- Het domein Klein-Bijgaarden, thans van de Missionarissen van Scheut.

## Natuur en landschap
Negenmanneke ligt aan de rand van de Brusselse agglomeratie, aan de Zuunbeek en ten westen van het Kanaal Brussel-Charleroi. De hoogte bedraagt 24-47 meter. 

## Sport
In Negenmanneke bevindt zich het Wildersportcomplex, de belangrijkste sportinfrastructuur in Sint-Pieters-Leeuw.
Voetbalclub FC Negenmanneke is aangesloten bij de KBVB en speelt er in de provinciale reeksen.

## Verkeer en vervoer
De belangrijkste wegenassen in Negenmanneke zijn de Bergensesteenweg (N6) (vanaf de Vogelzangbeek) tot ongeveer aan de Klein-Bijgaardenstraat in het zuiden en in het westen langs de Brusselbaan. Aan de oostkant wordt Negenmanneke begrensd door een winkel- en industriecentrum dat overgaat in Drogenbos, met daartussen het kanaal Brussel-Charleroi.

## Nabijgelegen kernen
Zuun, Sint-Pieters-Leeuw, Anderlecht